# Odontophora setosoides
Odontophora setosoides is een rondwormensoort uit de familie van de Axonolaimidae. De wetenschappelijke naam van de soort is voor het eerst geldig gepubliceerd in 1954 door Timm.